# 22253 Sivers
22253 Sivers (tên chỉ định: 1978 SU7) là một tiểu hành tinh vành đai chính. Nó được phát hiện bởi Lyudmila Zhuravlyova ở Đài vật lý thiên văn Crimean gần Nauchnyj, Ukraine, ngày 16 tháng 9 năm 1978. Nó được đặt theo tên Yakov Efimovich Sivers, a Russian statesman of the 18th và early 19th centuries.